# Paternalism
Paternalism (av latinets pater, 'fader') åsyftar en relation mellan en överordnad och en underordnad part, som präglas av en beskyddande – och därmed gärna passiverande – attityd från den starkare partens sida. Paternalism bygger på antagandet att en person med makt (till exempel en förälder eller en förmyndare) ser till de beskyddades väl och är mer förmögen att främja detta än de beskyddade själva. Uttrycket används ibland nedsättande för att karakterisera attityder eller politiska system som utger sig för att värna om individers intressen, men som anses begränsa dessa individers frihet: det går exempelvis att tala om den statliga paternalismen i välfärdssamhället.
Diskussionen om paternalism aktualiseras bland annat vid statliga åtgärder som syftar till att beskydda eller främja medborgarnas välfärd, trots att dessa åtgärder anses inskränka på medborgarnas frihet. Exempel på åtgärder som kan anses vara paternalistiska är reglering av alkohol och andra droger, påbjuden användning av säkerhetsbälte och hjälm i trafiken, obligatoriskt pensionssparande, slaveri, motstånd mot kvinnors rösträtt eller tiggeriförbud.  
Diskussionen kring dessa och liknande frågor gäller i vilken grad staten, offentliga institutioner eller individer har rätt att vidta åtgärder som ligger i de berörda personernas intresse när dessa inte anses vara i stånd att själva bedöma konsekvenserna av sina handlingar. Detta knyter an till begrepp som rationalitet, autonomi och frihet.  
Paternalistiska åtgärder rättfärdigas ofta med hänvisning till de berörda personernas bristande rationalitet. Motargument lyfter ofta individens frihet och självbestämmande. 
Det finns fall där paternalism anses vara rättfärdigat, exempelvis vad gäller vuxna människors rätt att delvis bestämma över sina barn, och när det gäller intellektuellt funktionsnedsatta personers handlingsfrihet. Förekomsten av sådana fall har använts som en utgångspunkt av förespråkare av en mer långtgående paternalism; om det är individens bristande rationalitet som ligger till grund för paternalistiska åtgärder så bör det även finnas fall med vuxna och friska människor vars handlingsfrihet i stunder av bristande rationalitet behöver regleras. De som betonar individens frihet och självbestämmande har velat minimera de fall där paternalism är rättfärdigat.

## Definition
Den amerikanske filosofen Gerald Dworkin har försökt formulera en neutral definition av paternalism:
"Jag föreslår följande villkor som en analys av X agerar paternalistiskt gentemot Y genom att göra (eller låta bli att göra) Z:
1. Z (eller frånvaron av Z) inskränker Y:s frihet eller autonomi.
2. X gör Z utan Y:s samtycke.
3. X gör det endast för att Z kommer att förbättra Y:s välfärd (och detta innefattar att se till att hans välfärd ej försvinner), eller på något sätt kommer att främja Y:s intressen, värderingar eller annat av värde."

Dworkin uppmärksammar själv flera situationer där det är oklart huruvida handlingen är paternalistisk eller inte, i förhållande till ovannämnda definition. Om en hustru exempelvis gömmer sina sömntabletter för att hennes självmordsbenägne man inte ska kunna använda dem, är detta då en paternalistisk handling? Handlingen tycks uppfylla villkor 2 och 3, men det är inte helt klart huruvida den uppfyller villkor 1.

## Distinktioner
För att på ett klart sätt definiera olika hållningar i frågan om paternalism har ett antal distinktioner formulerats (observera att exemplen som anförs i det följande endast är pedagogiska instrument; anhängare av de olika ståndpunkterna som behandlas skulle inte nödvändigtvis hålla med om de slutsatser som dras).

### Mjuk mot hård paternalism
John Stuart Mill, som skulle kunna kallas mjuk paternalist, skulle exempelvis accepterat att någon förhindrades att gå över en skadad bro om det inte var säkert att personen var medveten om att bron var skadad. Men när man väl försäkrat sig om att personen är införstådd med situationen skulle det inte, enligt Mill, vara rättfärdigat att förhindra personen från att bege sig ut på bron, även om det skedde i syfte att begå självmord. En hård paternalist skulle säga att det i vissa fall är rättfärdigat att förhindra personer från att utföra handlingar i situationer där personen är medveten om dess konsekvenser; i det här fallet att bron är skadad och att det är förenat med stor risk att gå över den. 
Skillnaden mellan mjuk och hård paternalism är således vilket svar man ger på frågan huruvida det är rättfärdigat att inskränka personers handlingsfrihet när dessa personer är helt införstådda i handlingens konsekvenser.

### Bred mot snäv paternalism
Distinktionen mellan bred och snäv paternalism har att göra med paternalismens omfång. En snäv paternalist är endast intresserad av statliga tvångsåtgärder och när dessa är berättigade. Ett brett paternalistiskt perspektiv tar hänsyn till alla potentiellt paternalistiska åtgärder, såväl statlig som individuell paternalism.

### Svag mot stark paternalism
En distinktion som har att göra med medel och mål är den mellan svag och stark paternalism. En svag paternalist ger sitt godkännande till paternalistiska åtgärder om det är så att den berörda individen misstar medlen till sina mål. Om en person exempelvis prioriterar säkerhet framför bekvämlighet så är det enligt den svage paternalisten rättfärdigat att tvinga personen att bära säkerhetsbälte. En stark paternalist hävdar å andra sidan att personer kan missta sig även vad gäller sina mål. Om en person lägger större vikt vid att känna vinden blåsa i sitt hår än att vara säker kan det ändå vara berättigat att tvinga personen att bära hjälm när denne kör motorcykel. 
Denna fråga knyter an till en bredare diskussion gällande rationalitetens natur; finns det någonting sådant som irrationella mål eller består rationalitet endast av att vidta lämpliga medel för att uppnå dessa mål? Bland de tänkare som har förespråkat en strikt instrumentell syn på rationalitet återfinns David Hume, vars påstående att det inte är irrationellt att föredra världens undergång framför en skråma i fingret, har blivit välkänt. Bland de tänkare som hävdat att det finns intrinsikalt irrationella mål återfinns Derek Parfit, som till stöd för sin hållning använde sig av tankeexperimentet "Tisdagsmannen". Tisdagsmannen föredrar en stor smärta på tisdagar framför en mindre smärta vilken annan dag som helst, utan anledning. Enligt Parfit är detta mål i sig irrationellt.

### Ren mot oren paternalism
Skillnaden mellan ren och oren paternalism fokuserar på vems frihet det är som inskränks; den som den paternalistiska handlingen är tänkt att skydda eller någon annan. 
Oren paternalism äger rum när åtgärderna inskränker andra människors frihet än de människor som åtgärderna är tänkta att skydda. En lagstiftning mot cigarettillverkning inskränker exempelvis tillverkarnas frihet, och inte bara rökarnas. Men åtgärden utförs ändå av hänsyn till rökarnas välfärd. I fall med ren paternalism är gruppen som skyddas och gruppen vars frihet inskränks densamma.

### Moralfokuserad mot välfärdsfokuserad paternalism
Om den paternalistiska åtgärden utförs i syfte att främja någon persons välfärd (exempelvis i termer av materiella fördelar) så är den välfärdsfokuserad. Om den utförs i syfte att främja personens moral är den moralfokuserad. 
Om exempelvis åtgärder mot prostitution argumenteras för med hänvisning till prostitutionens moraliskt klandervärda natur så rör det sig om moralfokuserad paternalism. Om åtgärderna argumenteras för med hänvisning till de prostituerades materiella välfärd (fara för könssjukdomar, våld etc) så är den välfärdsfokuserad.